# Municipio de Fall River (Illinois)
El municipio de Fall River (en inglés: Fall River Township) es un municipio ubicado en el condado de LaSalle en el estado estadounidense de Illinois. En el año 2010 tenía una población de 763 habitantes y una densidad poblacional de 14,17 personas por km².

## Geografía
El municipio de Fall River se encuentra ubicado en las coordenadas 41°18′10″N 88°46′17″O / 41.30278, -88.77139. Según la Oficina del Censo de los Estados Unidos, el municipio tiene una superficie total de 53.86 km², de la cual 52,29 km² corresponden a tierra firme y (2,93 %) 1,58 km² es agua.

## Demografía
Según el censo de 2010, había 763 personas residiendo en el municipio de Fall River. La densidad de población era de 14,17 hab./km². De los 763 habitantes, el municipio de Fall River estaba compuesto por el 97,12 % blancos, el 0,39 % eran afroamericanos, el 0,26 % eran amerindios, el 0,66 % eran asiáticos, el 0,79 % eran de otras razas y el 0,79 % eran de una mezcla de razas. Del total de la población el 2,75 % eran hispanos o latinos de cualquier raza.